# Robotnicza Partia Socjalistyczna (RPA)
Robotnicza Partia Socjalistyczna (ang. Workers and Socialist Party, WASP) – marksistowska oraz trockistowska partia polityczna działająca w Republice Południowej Afryki. Powiązana z Międzynarodową Alternatywą Socjalistyczną.

## Historia
Partia powstała w 1979 jako Marxist Workers Tendency (MWT), która działała w ramach Afrykańskiego Kongresu Narodowego (ANC). MWT została założona przez aktywistów, którzy pomagali budować niezależne związki zawodowe i uczestniczyli w fali strajkowej w Durbanie w 1973. Aktywna zarówno w Afryce Południowej, jak i na emigracji, MWT była członkiem Komitetu na rzecz Międzynarodówki Robotniczej (CWI) uczestniczącej wraz z nimi w walce o socjalizm na całym świecie.Obejmowało to walkę o bezpośrednie powiązania między międzynarodowym ruchem robotniczym, a powstającymi niezależnymi związkami zawodowymi RPA, które później utworzyły Kongres Związków Zawodowych Afryki Południowej (Cosatu).
MWT publikowała czasopismo „Inqaba Ya Basebenzi” na emigracji, które również krążyło w podziemiu w RPA w latach 1981-1990. Po zniesieniu zakazu działalności ANC, zaczęto wydawać gazetę „Congress Militant”.
MWT przyjęła perspektywę rozwoju w kierunku niezależnej organizacji klasy robotniczej, który będzie w coraz większym stopniu następował poza parlamentem i w bezpośredniej opozycji do niego. Z tego powodu, w 1996 MWT zmieniło dokonało rekonstrukcji poza parlamentem i zmieniło nazwę na Ruchem Demokratyczno-Socjalistycznym (DSM).
Podczas strajków górników w 2012, po masowym wiecu DSM wysunęła pomysł zbudowania nowej partii klasy robotniczej z programem socjalistycznym, która mogłaby bronić m.in. nacjonalizacji kopalń pod demokratyczną kontrolą górników. Pomysł zyskał szerokie poparcie górników w całym kraju.
Na spotkaniu w dniu 15 grudnia 2012 DSM i przedstawiciele kilku górniczych komitetów strajkowych założyli Robotniczą Partię Socjalistyczną (WASP). Oficjalne rozpoczęcie działalności WASP miało miejsce 21 marca 2013 w Pretorii.